# Soungassou
Soungassou  est une localité du centre de la Côte d'Ivoire et appartenant au département de Dimbokro, Région du N'zi-Comoé. La localité de Soungassou est un chef-lieu de commune.